# Legio IV Italica
Legio IV Italica (IV Італійський легіон) — римський легіон.

## Історія
Створено у 231 році за наказом імператора Александра Севера в області річки Пада. З огляду на формування підрозділів легіону з мешканців Італії отримав свою назву. У 232–233 роках звитяжив у поході проти Персії Сасанідів.
У 235 році в Могонтіаку (Майнц) підтримав свого командира Гая Максиміна, завдяки чому було повалено династію Северів, а Максимін став імператором. Того ж року брав участь у поході проти алеманів. У 236 році разом з іншим військом переміщено до Сірмія (провінція Нижня Паннонія). У 238 році брав участь у поході Максиміна проти Пупієна та Бальбіна, біля Аквілеї підтримав заколот проти імператора. Того ж року присягнув Гордіану III.
У 239 році відправлено до провінції Ассирія. З часом отримав статус лімітанів (прикордонних військ). Розташовувався у північній Месопотамії до реформи імператора Діоклетіана. Останній надав легіону статус псевдокомітатів (польової піхоти).
За часи Костянтина I, Констанція II забезпечував тили римських військ у протистоянні з персами. У 363 році брав участь у військовому поході імператора Юліана проти Персії.
У 400 році відповідно до Переліку почесних посад (Notitia Dignitatum) залишався у прикордонні з Персією. Брав участь у римо-перських війнах часів імператора Феодосія II. Підпорядковувався magister militum per Orientem (військовому командувачу Сходу). Ймовірно ліквідовано у результаті військової реформи 545 року імператора Юстиніана I.